# 伊藤常足
伊藤 常足（いとう つねたり、安永3年12月21日（1775年1月22日） - 安政5年11月19日（1858年12月23日））は、江戸時代の国学者、歌人、教育者。筑前国鞍手の人。号は槙家など。通称　魚沖（なおき）

## 経歴
古物神社に奉仕する神職の家に生まれる。亀井南冥に儒学を、青柳種信（本居宣長の高弟）に国学を学び、35歳を過ぎて京周辺に遊学、伊勢参宮を果たす。松阪を訪れて本居大平の門人となり、伴信友や足代弘訓と共に学び、香川景樹ら当時一流の文人と交際した。自宅に私塾を開き、国学・和歌を教え、桜井文庫の創設に関与した。天保12年（1841年）、68歳の時に『太宰管内志』全82巻を完成し、福岡藩主・黒田長溥に献上する。なお、長男の南華は画家として、次女のゆみは文学者として、孫の直江は国学者としてそれぞれ活躍した。
大正4年（1915年）、従五位を追贈された。

## 著作
- 『太宰管内志』 - 九州全域の詳細な地誌。
- 『槙家集』 - 家集。
- 『百社起源』
- 『古寺徴』

## 旧宅
天明6年（1786年）に現在の鞍手町大字古門に建てられた旧宅が復元され保存されている。福岡県指定史跡。